# Lista de gols de Neymar pela Seleção Brasileira de Futebol

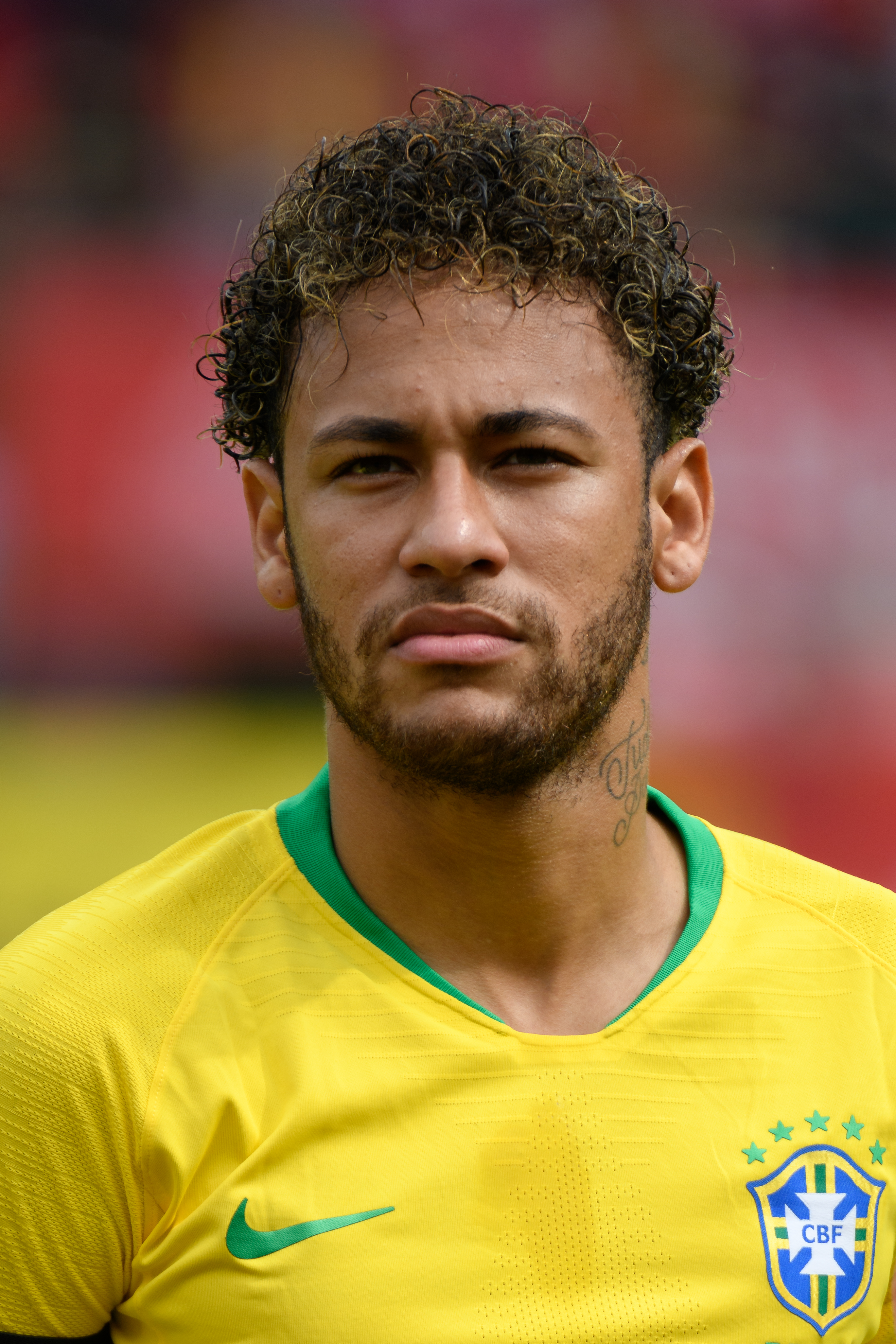
Neymar antes da partida contra a Áustria em 10 de junho de 2018.

Neymar da Silva Santos Júnior é um jogador de futebol brasileiro, que atua pela Seleção Brasileira em partidas internacionais desde o ano de 2010. Sua estreia na seleção principal é datada de 10 de agosto de 2010, quando enfrentou aos Estados Unidos em um amistoso no MetLife Stadium, confronto no qual marcou o seu primeiro gol pela seleção. A primeira vez em que Neymar fez um gol em uma competição oficial foi na partida contra o Equador válida pela Copa América de 2011. Durante toda a sua carreira, foi o autor de quatro hat-tricks pela Seleção Brasileira, três deles em jogos amistosos, sendo estes contra a China em 2012 e diante da África do Sul e do Japão – partida em que marcou quatro gols – em 2014. O outro, e mais recente, foi contra o Peru em 2020, em partida válida pelas eliminatórias sul-americanas da Copa do Mundo FIFA de 2022.
Antes de estrear pela seleção principal, Neymar jogou pela Seleção Brasileira Sub-17, na qual marcou um gol em três partidas disputadas pela Copa do Mundo FIFA Sub-17 de 2009. Ainda, foi convocado para o Campeonato Sul-Americano de Futebol Sub-20 de 2011 pela Seleção Sub-20, sendo autor de nove gols em sete jogos em que participou. Neymar ainda foi elencado para integrar o plantel da Seleção Olímpica nas edições de 2012 e 2016 das Olimpíadas, totalizando oito gols em quatorze partidas nas duas participações no torneio. Além disto, Neymar marcou o gol mais importante do país em tal campeonato, durante a partida da final contra a Alemanha. As partidas do atleta pelas seleções sub-17, sub-20 e olímpica não são reconhecidas como oficiais pela Federação Internacional de Futebol (FIFA).
A grande maioria dos gols do atleta pela Seleção Brasileira foram marcados em partidas amistosas (42, sendo o maior artilheiro), seguidas por jogos na Copa do Mundo FIFA (8) e pelas Eliminatórias da Copa do Mundo FIFA (16, sendo o maior artilheiro); na Copa América, com cinco; e na Copa das Confederações, com quatro. Totalizando 79 gols em 125 partidas oficiais pela Seleção Brasileira, Neymar se torna o maior artilheiro de todos os tempos pelo país, marca que o torna o maior artilheiro entre os jogadores em atividade no Brasil.

## Gols
| No. | Data                   | Local                                     | Adversário     | Placar | Resultado | Competição                  | Ref    |
| --- | ---------------------- | ----------------------------------------- | -------------- | ------ | --------- | --------------------------- | ------ |
| 1   | 10 de agosto de 2010   | MetLife Stadium, East Rutherford          | Estados Unidos | 1–0    | 2–0       | Amistoso                    | [ 12 ] |
| 2   | 27 de março de 2011    | Emirates Stadium, Londres                 | Escócia        | 1–0    | 2–0       | Amistoso                    | [ 13 ] |
| 3   | 27 de março de 2011    | Emirates Stadium, Londres                 | Escócia        | 2–0    | 2–0       | Amistoso                    | [ 13 ] |
| 4   | 13 de julho de 2011    | Mario Alberto Kempes, Córdoba             | Equador        | 2–1    | 4–2       | Copa América 2011           | [ 14 ] |
| 5   | 13 de julho de 2011    | Mario Alberto Kempes, Córdoba             | Equador        | 4–2    | 4–2       | Copa América 2011           | [ 14 ] |
| 6   | 10 de agosto de 2011   | Mercedes-Benz Arena, Stuttgart            | Alemanha       | 2–3    | 2–3       | Amistoso                    | [ 15 ] |
| 7   | 28 de setembro de 2011 | Olímpico do Pará, Belém                   | Argentina      | 2–0    | 2–0       | Amistoso                    | [ 16 ] |
| 8   | 8 de outubro de 2011   | Estádio Nacional, San José                | Costa Rica     | 1–0    | 1–0       | Amistoso                    | [ 17 ] |
| 9   | 30 de maio de 2012     | FedExField, Landover                      | Estados Unidos | 1–0    | 4–1       | Amistoso                    | [ 18 ] |
| 10  | 10 de setembro de 2012 | Estádio do Arruda, Recife                 | China          | 2–0    | 8–0       | Amistoso                    | [ 19 ] |
| 11  | 10 de setembro de 2012 | Estádio do Arruda, Recife                 | China          | 5–0    | 8–0       | Amistoso                    | [ 19 ] |
| 12  | 10 de setembro de 2012 | Estádio do Arruda, Recife                 | China          | 6–0    | 8–0       | Amistoso                    | [ 19 ] |
| 13  | 19 de setembro de 2012 | Serra Dourada, Goiânia                    | Argentina      | 2–1    | 2–1       | Amistoso                    | [ 20 ] |
| 14  | 11 de outubro de 2012  | Estádio Swedbank, Malmö                   | Iraque         | 5–0    | 6–0       | Amistoso                    | [ 21 ] |
| 15  | 16 de outubro de 2012  | Municipal de Poznań, Wrocław              | Japão          | 2–0    | 4–0       | Amistoso                    | [ 22 ] |
| 16  | 16 de outubro de 2012  | Municipal de Poznań, Wrocław              | Japão          | 3–0    | 4–0       | Amistoso                    | [ 22 ] |
| 17  | 15 de novembro de 2012 | MetLife Stadium, East Rutherford          | Colômbia       | 1–1    | 1–1       | Amistoso                    | [ 23 ] |
| 18  | 6 de abril de 2013     | Ramón Tahuichi Aguilera, Santa Cruz       | Bolívia        | 2–0    | 4–0       | Amistoso                    | [ 24 ] |
| 19  | 6 de abril de 2013     | Ramón Tahuichi Aguilera, Santa Cruz       | Bolívia        | 3–0    | 4–0       | Amistoso                    | [ 24 ] |
| 20  | 24 de abril de 2013    | Mineirão, Belo Horizonte                  | Chile          | 2–1    | 2–2       | Amistoso                    | [ 25 ] |
| 21  | 15 de junho de 2013    | Mané Garrincha, Brasília                  | Japão          | 1–0    | 3–0       | Copa das Confederações 2013 | [ 26 ] |
| 22  | 19 de junho de 2013    | Castelão, Fortaleza                       | México         | 1–0    | 2–0       | Copa das Confederações 2013 | [ 27 ] |
| 23  | 22 de junho de 2013    | Arena Fonte Nova, Salvador                | Itália         | 2–1    | 4–2       | Copa das Confederações 2013 | [ 28 ] |
| 24  | 30 de junho de 2013    | Maracanã, Rio de Janeiro                  | Espanha        | 2–0    | 3–0       | Copa das Confederações 2013 | [ 29 ] |
| 25  | 7 de setembro de 2013  | Mané Garrincha, Brasília                  | Austrália      | 3–0    | 6–0       | Amistoso                    | [ 30 ] |
| 26  | 10 de setembro de 2013 | Gillette Stadium, Foxborough              | Portugal       | 2–1    | 3–1       | Amistoso                    | [ 31 ] |
| 27  | 12 de outubro de 2013  | Seul World Cup Stadium, Seul              | Coreia do Sul  | 1–0    | 2–0       | Amistoso                    | [ 32 ] |
| 28  | 5 de março de 2014     | FNB Stadium, Joanesburgo                  | África do Sul  | 2–0    | 5–0       | Amistoso                    | [ 33 ] |
| 29  | 5 de março de 2014     | FNB Stadium, Joanesburgo                  | África do Sul  | 3–0    | 5–0       | Amistoso                    | [ 33 ] |
| 30  | 5 de março de 2014     | FNB Stadium, Joanesburgo                  | África do Sul  | 5–0    | 5–0       | Amistoso                    | [ 33 ] |
| 31  | 3 de junho de 2014     | Serra Dourada, Goiânia                    | Panamá         | 1–0    | 4–0       | Amistoso                    | [ 34 ] |
| 32  | 12 de junho de 2014    | Arena Corinthians, São Paulo              | Croácia        | 1–1    | 3–1       | Copa do Mundo 2014          | [ 35 ] |
| 33  | 12 de junho de 2014    | Arena Corinthians, São Paulo              | Croácia        | 2–1    | 3–1       | Copa do Mundo 2014          | [ 35 ] |
| 34  | 23 de junho de 2014    | Mané Garrincha, Brasília                  | Camarões       | 1–1    | 4–1       | Copa do Mundo 2014          | [ 36 ] |
| 35  | 23 de junho de 2014    | Mané Garrincha, Brasília                  | Camarões       | 2–1    | 4–1       | Copa do Mundo 2014          | [ 36 ] |
| 36  | 5 de setembro de 2014  | Sun Life Stadium, Miami Gardens           | Colômbia       | 1–0    | 1–0       | Amistoso                    | [ 37 ] |
| 37  | 14 de outubro de 2014  | Estádio Nacional de Singapura, Kallang    | Japão          | 1–0    | 4–0       | Amistoso                    | [ 38 ] |
| 38  | 14 de outubro de 2014  | Estádio Nacional de Singapura, Kallang    | Japão          | 2–0    | 4–0       | Amistoso                    | [ 38 ] |
| 39  | 14 de outubro de 2014  | Estádio Nacional de Singapura, Kallang    | Japão          | 3–0    | 4–0       | Amistoso                    | [ 38 ] |
| 40  | 14 de outubro de 2014  | Estádio Nacional de Singapura, Kallang    | Japão          | 4–0    | 4–0       | Amistoso                    | [ 38 ] |
| 41  | 12 de novembro de 2014 | Estádio Şükrü Saraçoğlu, Istambul         | Turquia        | 1–0    | 4–0       | Amistoso                    | [ 39 ] |
| 42  | 12 de novembro de 2014 | Estádio Şükrü Saraçoğlu, Istambul         | Turquia        | 4–0    | 4–0       | Amistoso                    | [ 39 ] |
| 43  | 26 de março de 2015    | Stade de France, Saint-Denis              | França         | 2–1    | 3–1       | Amistoso                    | [ 40 ] |
| 44  | 14 de junho de 2015    | Municipal Germán Becker, Temuco           | Peru           | 1–1    | 2–1       | Copa América 2015           | [ 41 ] |
| 45  | 8 de setembro de 2015  | Gillette Stadium, Foxborough              | Estados Unidos | 2–0    | 4–1       | Amistoso                    | [ 42 ] |
| 46  | 8 de setembro de 2015  | Gillette Stadium, Foxborough              | Estados Unidos | 4–0    | 4–1       | Amistoso                    | [ 42 ] |
| 47  | 1 de setembro de 2016  | Olímpico Atahualpa, Quito                 | Equador        | 1–0    | 3–0       | Elim. Copa do Mundo 2018    | [ 43 ] |
| 48  | 6 de setembro de 2016  | Arena da Amazônia, Manaus                 | Colômbia       | 2–1    | 2–1       | Elim. Copa do Mundo 2018    | [ 44 ] |
| 49  | 6 de outubro de 2016   | Arena das Dunas, Natal                    | Bolívia        | 1–0    | 5–0       | Elim. Copa do Mundo 2018    | [ 45 ] |
| 50  | 10 de novembro de 2016 | Mineirão, Belo Horizonte                  | Argentina      | 2–0    | 3–0       | Elim. Copa do Mundo 2018    | [ 46 ] |
| 51  | 23 de março de 2017    | Centenario, Montevidéu                    | Uruguai        | 3–0    | 4–1       | Elim. Copa do Mundo 2018    | [ 47 ] |
| 52  | 28 de março de 2017    | Arena Corinthians, São Paulo              | Paraguai       | 2–0    | 3–0       | Elim. Copa do Mundo 2018    | [ 48 ] |
| 53  | 10 de novembro de 2017 | Stade Pierre-Mauroy, Villeneuve-d'Ascq    | Japão          | 1–0    | 3–1       | Amistoso                    | [ 49 ] |
| 54  | 03 de junho de 2018    | Anfield, Liverpool                        | Croácia        | 1–0    | 2–0       | Amistoso                    | [ 50 ] |
| 55  | 10 de junho de 2018    | Ernst-Happel-Stadion, Viena               | Áustria        | 2–0    | 3–0       | Amistoso                    | [ 51 ] |
| 56  | 22 de junho de 2018    | Estádio Krestovsky, São Petersburgo       | Costa Rica     | 2–0    | 2–0       | Copa do Mundo 2018          | [ 52 ] |
| 57  | 2 de julho de 2018     | Estádio de Samara, Samara                 | México         | 1–0    | 2–0       | Copa do Mundo 2018          | [ 53 ] |
| 58  | 7 de setembro de 2018  | MetLife Stadium, Nova Jersey              | Estados Unidos | 2–0    | 2–0       | Amistoso                    | [ 54 ] |
| 59  | 11 de setembro de 2018 | FedEx Field, Landover                     | El Salvador    | 1–0    | 5–0       | Amistoso                    | [ 55 ] |
| 60  | 16 de novembro de 2018 | Emirates Stadium, Londres                 | Uruguai        | 1–0    | 1–0       | Amistoso                    | [ 56 ] |
| 61  | 6 de setembro de 2019  | Hard Rock Stadium, Miami Gardens          | Colômbia       | 2–2    | 2–2       | Amistoso                    | [ 57 ] |
| 62  | 13 de outubro de 2020  | Estádio Nacional do Peru, Lima            | Peru           | 1–1    | 4–2       | Elim. Copa do Mundo 2022    | [ 58 ] |
| 63  | 13 de outubro de 2020  | Estádio Nacional do Peru, Lima            | Peru           | 3–2    | 4–2       | Elim. Copa do Mundo 2022    | [ 58 ] |
| 64  | 13 de outubro de 2020  | Estádio Nacional do Peru, Lima            | Peru           | 4–2    | 4–2       | Elim. Copa do Mundo 2022    | [ 58 ] |
| 65  | 4 de junho de 2021     | Estádio Beira-Rio, Porto Alegre           | Equador        | 2–0    | 2–0       | Elim. Copa do Mundo 2022    | [ 59 ] |
| 66  | 8 de junho de 2021     | Estádio Defensores del Chaco, Assunção    | Paraguai       | 1–0    | 2–0       | Elim. Copa do Mundo 2022    | [ 60 ] |
| 67  | 14 de junho de 2021    | Estádio Mané Garrincha, Brasília          | Venezuela      | 2–0    | 3–0       | Copa América 2021           | [ 61 ] |
| 68  | 17 de junho de 2021    | Estádio Nilton Santos, Rio de Janeiro     | Peru           | 2–0    | 4–0       | Copa América 2021           | [ 62 ] |
| 69  | 9 de setembro de 2021  | Arena de Pernambuco, São Lourenço da Mata | Peru           | 2–0    | 2–0       | Elim. Copa do Mundo 2022    | [ 63 ] |
| 70  | 14 de outubro de 2021  | Arena da Amazônia, Manaus                 | Uruguai        | 1–0    | 4–1       | Elim. Copa do Mundo 2022    | [ 64 ] |
| 71  | 24 de março de 2022    | Maracanã, Rio de Janeiro                  | Chile          | 1–0    | 4–0       | Elim. Copa do Mundo 2022    | [ 65 ] |
| 72  | 2 de junho de 2022     | Seul World Cup Stadium, Seul              | Coreia do Sul  | 2–1    | 5–1       | Amistoso                    | [ 66 ] |
| 73  | 2 de junho de 2022     | Seul World Cup Stadium, Seul              | Coreia do Sul  | 3–1    | 5–1       | Amistoso                    | [ 66 ] |
| 74  | 6 de junho de 2022     | Estádio Nacional do Japão, Tóquio         | Japão          | 1–0    | 1–0       | Amistoso                    | [ 67 ] |
| 75  | 27 de setembro de 2022 | Parc des Princes, Paris                   | Tunísia        | 5–1    | 5–1       | Amistoso                    | [ 68 ] |
| 76  | 5 de dezembro de 2022  | Estádio 974, Doha                         | Coreia do Sul  | 2–0    | 4–1       | Copa do Mundo FIFA de 2022  | [ 69 ] |
| 77  | 9 de dezembro de 2022  | Estádio da Cidade da Educação, Doha       | Croácia        | 1–0    | 1–1 (2–4) | Copa do Mundo FIFA de 2022  | [ 70 ] |
| 78  | 8 de setembro de 2023  | Mangueirão, Belém                         | Bolívia        | 4–0    | 5–1       | Elim. Copa do Mundo 2026    | [ 11 ] |
| 79  | 8 de setembro de 2023  | Mangueirão, Belém                         | Bolívia        | 5–1    | 5–1       | Elim. Copa do Mundo 2026    | [ 11 ] |

## Estatísticas

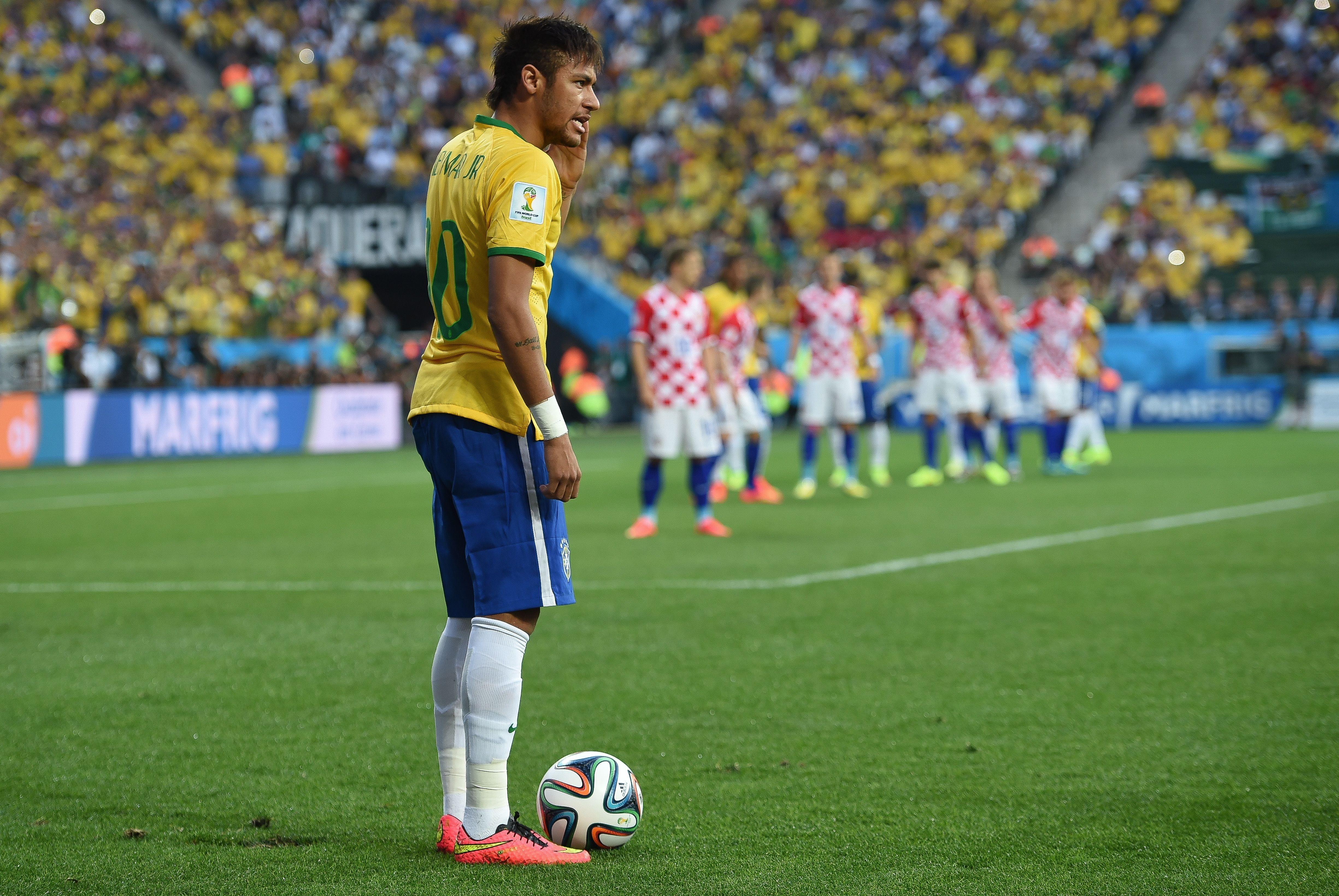
Neymar preparando-se para cobrar uma falta na partida contra a Croácia pela Copa do Mundo FIFA de 2014.

| Ano   | Jogos | Gols |
| ----- | ----- | ---- |
| 2010  | 2     | 1    |
| 2011  | 13    | 7    |
| 2012  | 12    | 9    |
| 2013  | 19    | 10   |
| 2014  | 14    | 15   |
| 2015  | 9     | 4    |
| 2016  | 6     | 4    |
| 2017  | 8     | 3    |
| 2018  | 13    | 7    |
| 2019  | 5     | 1    |
| 2020  | 2     | 3    |
| 2021  | 13    | 6    |
| 2022  | 5     | 6    |
| 2023  | 4     | 2    |
| Total | 128   | 79   |

| Competição                          | Gols |
| ----------------------------------- | ---- |
| Amistosos                           | 46   |
| Eliminatórias da Copa do Mundo FIFA | 16   |
| Copa do Mundo FIFA                  | 8    |
| Copa América                        | 5    |
| Copa das Confederações FIFA         | 4    |
| Total                               | 79   |